# Kvalifikace na Mistrovství Evropy ve fotbale 2000 – skupina 9
Zápasy této kvalifikační skupiny na Mistrovství Evropy ve fotbale 2000 se konaly v letech 1998 a 1999. Ze šesti účastníků si postup na závěrečný turnaj zajistil vítěz skupiny. Druhý tým skupiny hrál buď baráž, nebo postoupil také přímo (pokud byl nejlepší v žebříčku týmů na druhých místech). Česká republika pod vedením trenéra Jozefa Chovance jako první tým na světě ovládla kvalifikaci s maximálním počtem bodů, neztratila ani jediný.

## Tabulka
| Tým                 | B  | Z  | V  | R | P | VG | IG | +/- |
| ------------------- | -- | -- | -- | - | - | -- | -- | --- |
| Česko               | 30 | 10 | 10 | 0 | 0 | 26 | 5  | +21 |
| Skotsko             | 18 | 10 | 5  | 3 | 2 | 15 | 10 | +5  |
| Estonsko            | 11 | 10 | 3  | 2 | 5 | 15 | 17 | -2  |
| Bosna a Hercegovina | 11 | 10 | 3  | 2 | 5 | 14 | 17 | -3  |
| Litva               | 11 | 10 | 3  | 2 | 5 | 8  | 16 | -8  |
| Faerské ostrovy     | 3  | 10 | 0  | 3 | 7 | 4  | 17 | -13 |

## Zápasy
| 4. června 1998                                      |       |                 |                                                                           |
| Estonsko                                            | 5 – 0 | Faerské ostrovy | Kadrioru Stadium, Tallinn diváci: 3,500 rozhodčí: Martin Ingvarsson (SWE) |
| Viikmäe 12' Reim 40' Terehhov 75' Oper 86' Kirs 90' |       |                 | Kadrioru Stadium, Tallinn diváci: 3,500 rozhodčí: Martin Ingvarsson (SWE) |

| 19. srpna 1998      |       |                 |                                                                         |
| Bosna a Hercegovina | 1 – 0 | Faerské ostrovy | Koševo Stadium, Sarajevo diváci: 20,000 rozhodčí: Tomasz Mikulski (POL) |
| Baljić 65'          |       |                 | Koševo Stadium, Sarajevo diváci: 20,000 rozhodčí: Tomasz Mikulski (POL) |

| 5. září 1998 |       |         |                                                                          |
| Litva        | 0 – 0 | Skotsko | Žalgiris Stadium, Vilnius diváci: 4,500 rozhodčí: Constantin Zotta (ROU) |
|              |       |         | Žalgiris Stadium, Vilnius diváci: 4,500 rozhodčí: Constantin Zotta (ROU) |

| 6. září 1998        |       |                 |                                                                       |
| Bosna a Hercegovina | 1 – 1 | Estonsko        | Koševo Stadium, Sarajevo diváci: 14,750 rozhodčí: Charles Agius (MLT) |
| Barbarez 74' (pen.) |       | Hibić 29' (vl.) | Koševo Stadium, Sarajevo diváci: 14,750 rozhodčí: Charles Agius (MLT) |

| 6. září 1998    |       |            |                                                                   |
| Faerské ostrovy | 0 – 1 | Česko      | Svangaskarð, Toftir diváci: 2,589 rozhodčí: Juha Hirviniemi (FIN) |
|                 |       | Šmicer 87' | Svangaskarð, Toftir diváci: 2,589 rozhodčí: Juha Hirviniemi (FIN) |

| 10. října 1998      |       |                                 |                                                                          |
| Bosna a Hercegovina | 1 – 3 | Česko                           | Koševo Stadium, Sarajevo diváci: 20,000 rozhodčí: Domenico Messina (ITA) |
| Topić 87'           |       | Baranek 12' Šmicer 58' Kuka 90' | Koševo Stadium, Sarajevo diváci: 20,000 rozhodčí: Domenico Messina (ITA) |

| 10. října 1998 |       |                 |                                                                        |
| Litva          | 0 – 0 | Faerské ostrovy | Žalgiris Stadium, Vilnius diváci: 1,500 rozhodčí: Charles Schaak (LUX) |
|                |       |                 | Žalgiris Stadium, Vilnius diváci: 1,500 rozhodčí: Charles Schaak (LUX) |

| 10. října 1998                         |       |                               |                                                                                 |
| Skotsko                                | 3 – 2 | Estonsko                      | Tynecastle Park, Edinburgh diváci: 16,930 rozhodčí: Joaquim Bento Marques (POR) |
| Dodds 70', 85' Hohlov-Simson 79' (vl.) |       | Hohlov-Simson 34' Smirnov 76' | Tynecastle Park, Edinburgh diváci: 16,930 rozhodčí: Joaquim Bento Marques (POR) |

| 14. října 1998                           |       |                |                                                                         |
| Česko                                    | 4 – 1 | Estonsko       | Na Stínadlech, Teplice diváci: 13,123 rozhodčí: Eyjólfur Ólafsson (ISL) |
| Nedvěd 8' Berger 20', 38' Meet 45' (vl.) |       | Arbeiter 90+1' | Na Stínadlech, Teplice diváci: 13,123 rozhodčí: Eyjólfur Ólafsson (ISL) |

| 14. října 1998                           |       |                      |                                                                                |
| Litva                                    | 4 – 2 | Bosna a Hercegovina  | Žalgiris Stadium, Vilnius diváci: 1,000 rozhodčí: Manfred Schüttengruber (AUT) |
| Ivanauskas 10', 67', 75' Baltušnikas 90' |       | Konjić 4' Baljić 68' | Žalgiris Stadium, Vilnius diváci: 1,000 rozhodčí: Manfred Schüttengruber (AUT) |

| 14. října 1998       |       |                     |                                                                             |
| Skotsko              | 2 – 1 | Faerské ostrovy     | Pittodrie Stadium, Aberdeen diváci: 18,517 rozhodčí: Costas Kapitanis (CYP) |
| Burley 21' Dodds 44' |       | Petersen 85' (pen.) | Pittodrie Stadium, Aberdeen diváci: 18,517 rozhodčí: Costas Kapitanis (CYP) |

| 27. března 1999              |       |       |                                                                    |
| Česko                        | 2 – 0 | Litva | Na Stínadlech, Teplice diváci: 14,658 rozhodčí: Attila Juhos (HUN) |
| Horňák 10' Berger 74' (pen.) |       |       | Na Stínadlech, Teplice diváci: 14,658 rozhodčí: Attila Juhos (HUN) |

| 31. března 1999 |       |                   |                                                                             |
| Litva           | 1 – 2 | Estonsko          | Žalgiris Stadium, Vilnius diváci: 2,000 rozhodčí: Alfredo Trentalange (ITA) |
| Fomenka 83'     |       | Terehhov 49', 77' | Žalgiris Stadium, Vilnius diváci: 2,000 rozhodčí: Alfredo Trentalange (ITA) |

| 31. března 1999 |       |                              |                                                                        |
| Skotsko         | 1 – 2 | Česko                        | Celtic Park, Glasgow diváci: 44,513 rozhodčí: Kim Milton Nielsen (DEN) |
| Jess 68'        |       | Elliott 27' (vl.) Šmicer 35' | Celtic Park, Glasgow diváci: 44,513 rozhodčí: Kim Milton Nielsen (DEN) |

| 5. června 1999      |       |       |                                                                             |
| Bosna a Hercegovina | 2 – 0 | Litva | Koševo Stadium, Sarajevo diváci: 6,100 rozhodčí: Arturo Daudén Ibáñez (ESP) |
| Kodro 26' Bolić 90' |       |       | Koševo Stadium, Sarajevo diváci: 6,100 rozhodčí: Arturo Daudén Ibáñez (ESP) |

| 5. června 1999 |       |                       |                                                                              |
| Estonsko       | 0 – 2 | Česko                 | Kadrioru Stadium, Tallinn diváci: 2,925 rozhodčí: Juan Ansuátegui Roca (ESP) |
|                |       | Berger 45' Koller 86' | Kadrioru Stadium, Tallinn diváci: 2,925 rozhodčí: Juan Ansuátegui Roca (ESP) |

| 5. června 1999  |       |              |                                                                 |
| Faerské ostrovy | 1 – 1 | Skotsko      | Svangaskarð, Toftir diváci: 4,100 rozhodčí: Philippe Kalt (FRA) |
| H.Hansen 86'    |       | Johnston 38' | Svangaskarð, Toftir diváci: 4,100 rozhodčí: Philippe Kalt (FRA) |

| 9. června 1999                |       |                          |                                                                    |
| Česko                         | 3 – 2 | Skotsko                  | Letenský Stadion, Praha diváci: 21,149 rozhodčí: Helmut Krug (GER) |
| Řepka 65' Kuka 75' Koller 87' |       | Ritchie 30' Johnston 62' | Letenský Stadion, Praha diváci: 21,149 rozhodčí: Helmut Krug (GER) |

| 9. června 1999 |       |                               |                                                                          |
| Estonsko       | 1 – 2 | Litva                         | Kadrioru Stadium, Tallinn diváci: 2,000 rozhodčí: Hermann Albrecht (GER) |
| Oper 8'        |       | Ramelis 52' Maciulevičius 56' | Kadrioru Stadium, Tallinn diváci: 2,000 rozhodčí: Hermann Albrecht (GER) |

| 9. června 1999  |       |                     |                                                               |
| Faerské ostrovy | 2 – 2 | Bosna a Hercegovina | Svangaskarð, Toftir diváci: 4,800 rozhodčí: Peter Jones (ENG) |
| Arge 37', 48'   |       | Bolić 13', 50'      | Svangaskarð, Toftir diváci: 4,800 rozhodčí: Peter Jones (ENG) |

| 4. září 1999        |       |                         |                                                                          |
| Bosna a Hercegovina | 1 – 2 | Skotsko                 | Koševo Stadium, Sarajevo diváci: 26,000 rozhodčí: Nikolai Levnikov (RUS) |
| Bolić 23'           |       | Hutchison 13' Dodds 45' | Koševo Stadium, Sarajevo diváci: 26,000 rozhodčí: Nikolai Levnikov (RUS) |

| 4. září 1999    |       |                      |                                                                  |
| Faerské ostrovy | 0 – 2 | Estonsko             | Tórsvøllur, Tórshavn diváci: 2,300 rozhodčí: Edo Trivković (CRO) |
|                 |       | Reim 88' Piiroja 90' | Tórsvøllur, Tórshavn diváci: 2,300 rozhodčí: Edo Trivković (CRO) |

| 4. září 1999 |       |                                 |                                                                      |
| Litva        | 0 – 4 | Česko                           | Žalgiris Stadium, Vilnius diváci: 3,000 rozhodčí: Jacek Granat (POL) |
|              |       | Nedvěd 60', 63' Koller 69', 90' | Žalgiris Stadium, Vilnius diváci: 3,000 rozhodčí: Jacek Granat (POL) |

| 8. září 1999                              |       |                     |                                                                         |
| Česko                                     | 3 – 0 | Bosna a Hercegovina | Na Stínadlech, Teplice diváci: 10,125 rozhodčí: Karl-Erik Nilsson (SWE) |
| Koller 26' Berger 59' (pen.) Poborský 67' |       |                     | Na Stínadlech, Teplice diváci: 10,125 rozhodčí: Karl-Erik Nilsson (SWE) |

| 8. září 1999 |       |         |                                                                        |
| Estonsko     | 0 – 0 | Skotsko | Kadrioru Stadium, Tallinn diváci: 4,500 rozhodčí: Fritz Stuchlik (AUT) |
|              |       |         | Kadrioru Stadium, Tallinn diváci: 4,500 rozhodčí: Fritz Stuchlik (AUT) |

| 8. září 1999    |       |             |                                                              |
| Faerské ostrovy | 0 – 1 | Litva       | Tórsvøllur, Tórshavn diváci: 680 rozhodčí: Eric Romain (BEL) |
|                 |       | Ramelis 55' | Tórsvøllur, Tórshavn diváci: 680 rozhodčí: Eric Romain (BEL) |

| 5. října 1999      |       |                     |                                                                    |
| Skotsko            | 1 – 0 | Bosna a Hercegovina | Ibrox Stadium, Glasgow diváci: 30,574 rozhodčí: Leif Sundell (SWE) |
| Collins 26' (pen.) |       |                     | Ibrox Stadium, Glasgow diváci: 30,574 rozhodčí: Leif Sundell (SWE) |

| 9. října 1999         |       |                 |                                                                    |
| Česko                 | 2 – 0 | Faerské ostrovy | Letenský Stadion, Praha diváci: 21,362 rozhodčí: Marcel Lică (ROU) |
| Koller 11' Verbíř 84' |       |                 | Letenský Stadion, Praha diváci: 21,362 rozhodčí: Marcel Lică (ROU) |

| 9. října 1999 |       |                           |                                                                       |
| Estonsko      | 1 – 4 | Bosna a Hercegovina       | Kadrioru Stadium, Tallinn diváci: 1,200 rozhodčí: Roelof Luinge (NED) |
| Oper 4'       |       | Baljić 42', 57', 67', 87' | Kadrioru Stadium, Tallinn diváci: 1,200 rozhodčí: Roelof Luinge (NED) |

| 9. října 1999                          |       |       |                                                                   |
| Skotsko                                | 3 – 0 | Litva | Hampden Park, Glasgow diváci: 22,059 rozhodčí: Stéphane Bré (FRA) |
| Hutchison 48' McSwegan 50' Cameron 89' |       |       | Hampden Park, Glasgow diváci: 22,059 rozhodčí: Stéphane Bré (FRA) |